# Herrnhut
Herrnhut es un municipio situado en el distrito de Görlitz, en el estado federado de Sajonia (Alemania), a una altitud de 350 metros. Su población a finales de 2016 era de unos 6000 habs. y su densidad poblacional, 82 hab/km².

## Historia
Es conocida sobre todo por la comunidad de la Iglesia morava que se refugió en este lugar de la persecución en Chequia gracias al permiso de Nikolaus Ludwig von Zinzendorf, conde von Zinzendorf (1700-1760), posesor de las tierras en que se enclava el municipio y teólogo de esa misma confesión, en 1722. Allí acreció de forma tal que fue punto de partida de múltiples proyectos y aventuras misioneras a lo largo del tiempo, por las cuales recibió mucho renombre.